# Overlander
 (janvier 2012).
Si vous disposez d'ouvrages ou d'articles de référence ou si vous connaissez des sites web de qualité traitant du thème abordé ici, merci de compléter l'article en donnant les références utiles à sa vérifiabilité et en les liant à la section « Notes et références ».
L'Overlander est un train de voyageurs longue distance entre Auckland et Wellington, sur l'île du Nord en Nouvelle-Zélande, empruntant le tronçon principal de l'ile du Nord, exploité par Tranz Scenic.
Il a remplacé le 2 décembre 1991 un service utilisant des voitures Silver Fern de classe RM. À la suite de la suppression du train de nuit Northerner, il est le seul service régulier de voyageurs sur ce tronçon entre Pukekohe et Palmerston North. Après avoir été à son tour menacé de suppression en 2006, il récemment connu un regain de popularité, en partie grâce à la promotion touristique.
Il a été considéré comme l'un des meilleurs trains touristiques du monde par The Guardian. Il est aussi reconnu comme un classique des voyages en train panoramique.